# ポマンダー

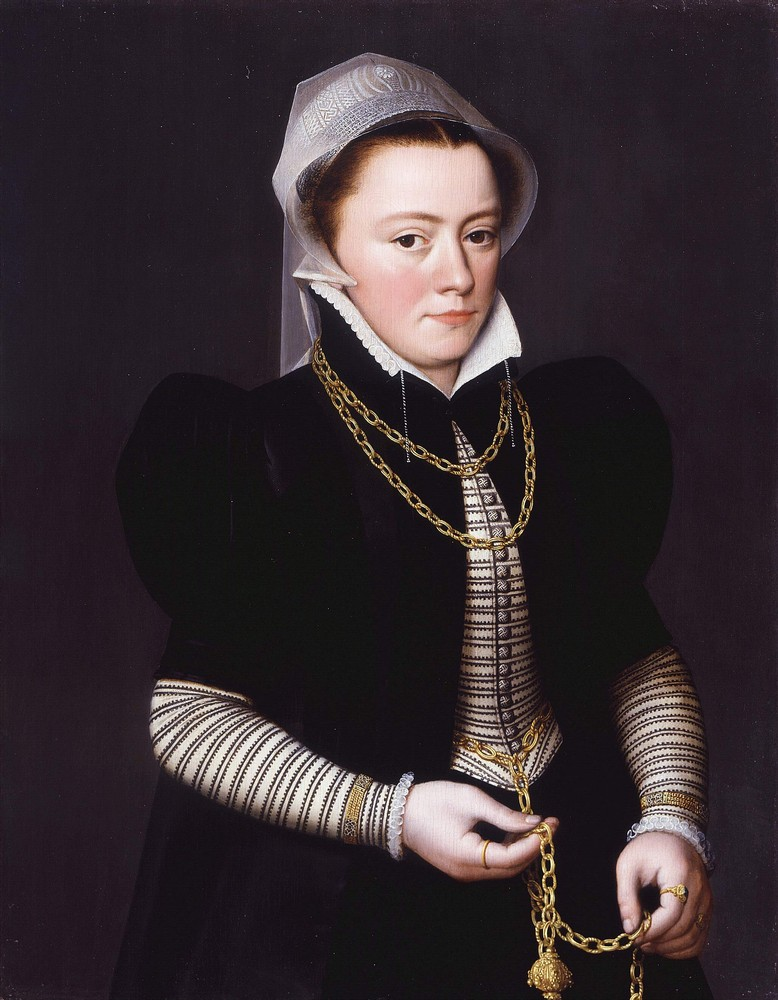
ポマンダーを持つ女性。

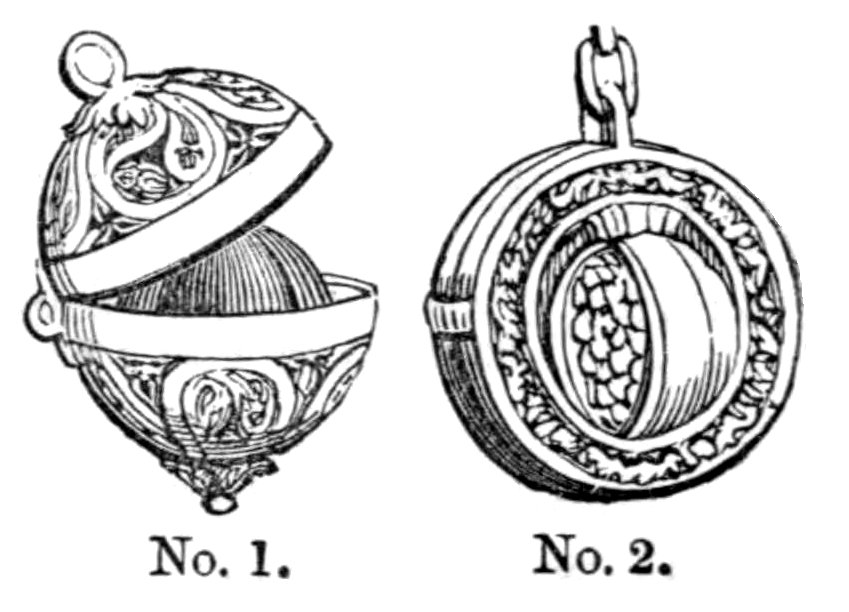
構造

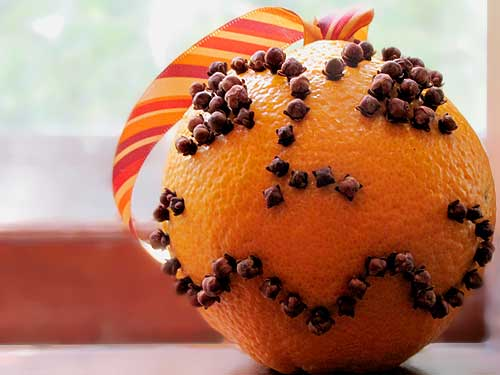
クローブとオレンジのポマンダー

ポマンダー（英語：Pomander）とは、ムスクやアンバーグリスなどを球状にしたもの、もしくはそれを入れた金銀などで装飾された容器で、首やベルト、ガードルに吊り下げて携帯された。悪臭の改善の他、病気の予防、魔除けの効果も期待された。内部が分割されて別の香料が置かれているものもあった。

## 語源
フランス語で「琥珀のリンゴ」を意味する pomme d'ambre が語源である。もとは、アンバーグリスを粉末にしてボール状に整形したものから来ている。

## 歴史
ポマンダーは、13世紀半ばに文学で初めて言及された。中世においては、宗教的な記念品として携帯された。16世紀後期には容器はそのままに香料をスポンジや綿などに染み込ませたパウンセットボックス（Pouncet box）も作られた。
フルーツポマンダー
柑橘類にクローブをちりばめ長持ちさせながら、空気や衣類に爽やかな匂いを付けるフルーツポマンダー（単にポマンダーともいう）が作られた。